# Torsten Kumfeldt
Karl Torsten Kumfeldt (Örebro, 4 gennaio 1886 – Stoccolma, 2 maggio 1966) è stato un pallanuotista svedese, vincitore di una medaglia d'argento alle olimpiadi di Stoccolma 1912 ed due di bronzo a Londra 1908 ed Anversa 1920.